# Günther Strößner
Günther Strößner (* 8. Oktober 1930; † 12. März 2011) war ein deutscher Geodät und Verwaltungsbeamter.

## Leben
Strößner war Ministerialdirigent im Bayerischen Staatsministerium für Ernährung, Landwirtschaft und Forsten und in Nachfolge von Wilhelm Abb lange Jahre Leiter der Bayerischen Flurbereinigungsverwaltung, die ab dem 1. November 1992 Bayerische Verwaltung für Ländliche Entwicklung hieß. Er war Begründer der Schriftenreihe Ländliche Entwicklung in Bayern und der inzwischen aufgelösten Deutschen Akademie der Forschung und Planung im Ländlichen Raum. 1994 schied Strößner aus dem Dienst aus. Er verstarb nach langjährigen gesundheitlichen Problemen am 12. März 2011.

## Ehrungen
- Verdienstkreuz am Bande der Bundesrepublik Deutschland
- Ehrenmitglied der Bayerischen Akademie Ländlicher Raum